# اينلت (نيويورك)
اينلت (بالإنجليزية: Inlet, New York)‏ هي بلدة أمريكية تقع في الولايات المتحدة في مقاطعة هاميلتون، نيويورك. يقدر عدد سكانها بـ 333 نسمة ومساحتها 172.0 كم2 وترتفع عن سطح البحر 551 متر.